# Centre sportif du Sart-Tilman
 (mai 2024).
La mise en forme du texte ne suit pas les recommandations de Wikipédia : il faut le « wikifier ».
Les points d'amélioration suivants sont les cas les plus fréquents. Le détail des points à revoir est peut-être précisé sur la page de discussion.
- Les titres sont pré-formatés par le logiciel. Ils ne sont ni en capitales, ni en gras.
- Le texte ne doit pas être écrit en capitales (les noms de famille non plus), ni en gras, ni en italique, ni en « petit »…
- Le gras n'est utilisé que pour surligner le titre de l'article dans l'introduction, une seule fois.
- L'italique est rarement utilisé : mots en langue étrangère, titres d'œuvres, noms de bateaux, etc.
- Les citations ne sont pas en italique mais en corps de texte normal. Elles sont entourées par des guillemets français : « et ».
- Les listes à puces sont à éviter, des paragraphes rédigés étant largement préférés. Les tableaux sont à réserver à la présentation de données structurées (résultats, etc.).
- Les appels de note de bas de page (petits chiffres en exposant, introduits par l'outil «  Source ») sont à placer entre la fin de phrase et le point final[comme ça].
- Les liens internes (vers d'autres articles de Wikipédia) sont à choisir avec parcimonie. Créez des liens vers des articles approfondissant le sujet. Les termes génériques sans rapport avec le sujet sont à éviter, ainsi que les répétitions de liens vers un même terme.
- Les liens externes sont à placer uniquement dans une section « Liens externes », à la fin de l'article. Ces liens sont à choisir avec parcimonie suivant les règles définies. Si un lien sert de source à l'article, son insertion dans le texte est à faire par les notes de bas de page.
- La présentation des références doit suivre les conventions bibliographiques. Il est recommandé d'utiliser les modèles {{Ouvrage}}, {{Chapitre}}, {{Article}}, {{Lien web}} et/ou {{Bibliographie}}. Le mode d'édition visuel peut mettre en forme automatiquement les références.
- Insérer une infobox (cadre d'informations à droite) n'est pas obligatoire pour parachever la mise en page.

Pour une aide détaillée, merci de consulter Aide:Wikification.
Si vous pensez que ces points ont été résolus, vous pouvez retirer ce bandeau et améliorer la mise en forme d'un autre article.
Le centre sportif du Sart Tilman est un complexe sportif réalisé d’abord par Charles Vandenhove dans un style brutaliste entre les années 1967-1971 et développé ensuite par son ancien étudiant, Bruno Albert dans la continuité du style préexistant entre 1978 et 1984. Tous les deux étant des architectes originaires de Liège. Par la suite un hall de sports et un hébergement ont été construits de 1982 à 1985 par Bruno Albert à proximité des infrastructures sportives antérieures, au Blanc-Gravier.

## Localisation
Le centre sportif du Sart Tilman est situé entre l’allée des sports, le chemin de la vallée et le boulevard du rectorat, juste en face du CHU de Liège également réalisé par Charles Vandenhove. Le tout s’inscrit dans un paysage forestier et vallonné à Liège,.

## Histoire

### Le site duSart Tilman
Le centre sportif du Sart Tilman fait partie d’un ensemble universitaire conceptualisé à l’origine par Claude Strebelle. Il a été commissionné par Marcel Dubuisson, le recteur de l’université de Liège élu en 1953, pour réaliser un master plan de l’université sur le site du Sart Tilman et coordonner les différentes constructions en 1965. Il a alors obtenu le rôle d’architecte coordonnateur urbaniste. Il s’agissait d’abord de créer une communauté de vie avec des liens efficaces et dynamiques à la grande ville. De plus, pour Claude Strebelle favoriser le contact avec le milieu naturel était indispensable, dès lors il adopte une trame centrée sur le cirque naturel du Blanc Gravier et essaye de préserver les zones boisées au maximum. Son dernier principe reposait sur l'accès du public, facilité par la création de chemins de randonnée, et par l'incorporation d'œuvres d'art visibles par tous.

### Institut d'éducation physique duSart TilmanparCharles Vandenhove

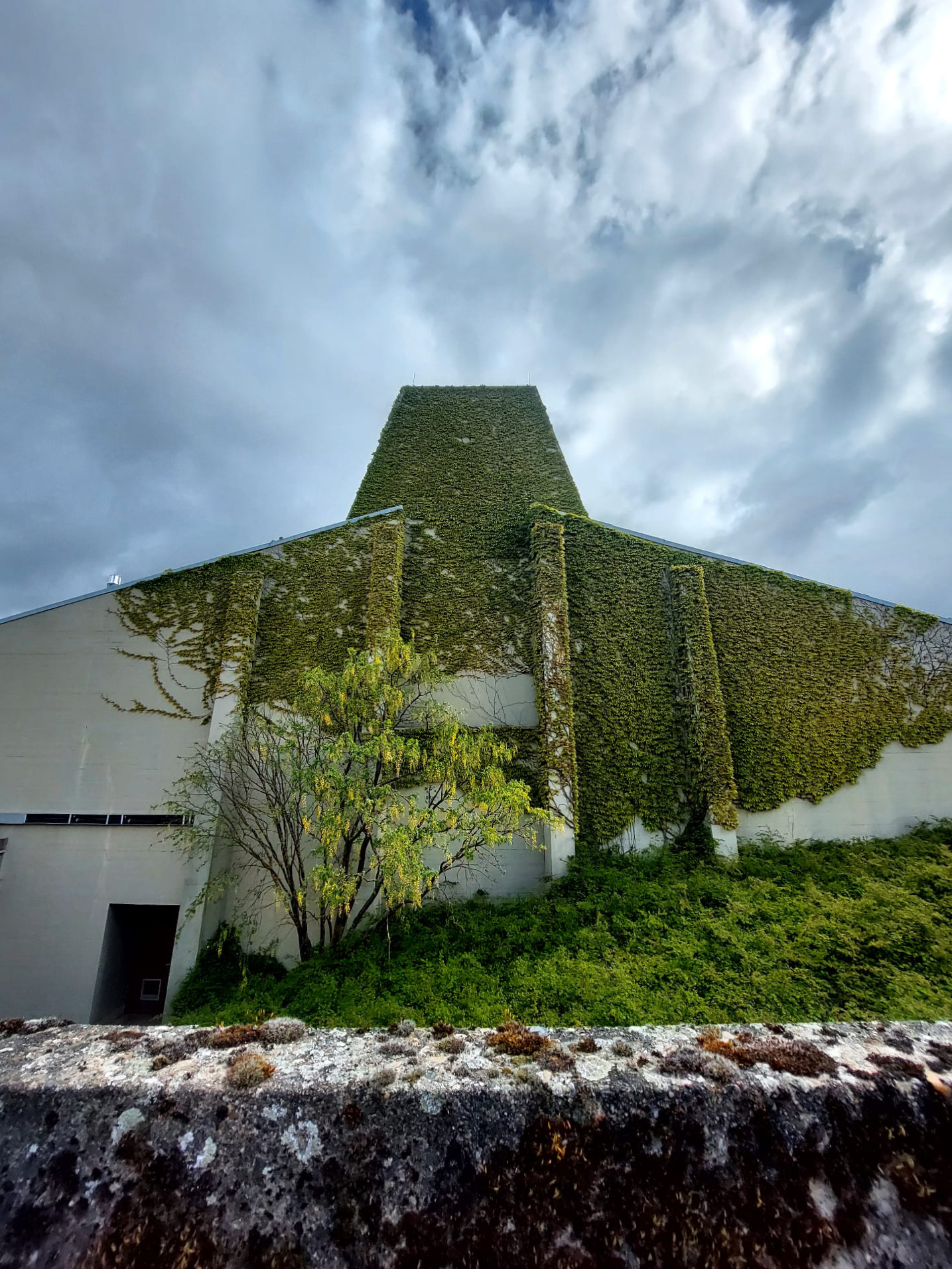
Pignon orné de contreforts

Le projet du centre sportif a été planifié dès 1961 mais a été retardé par manque de moyens. Un site au Blanc Gravier, lui a été réservé afin de centraliser les infrastructures sportives anciennement disséminées à travers toute la ville de Liège afin d’offrir des infrastructures sportives aux étudiants et aux enseignants fréquentant le campus du Sart Tilman. La construction a débuté en 1967 et a été achevé en 1971 à l’aide de l’ingénieur René Greisch et de l’entrepreneur Forêt et Lhoest de Bovenistier. Le complexe sportif, à cet instant, était investi par 5 bâtiments principaux prônant une identité plastique commune et imposante : trois gymnases de tailles diverses, une piscine couverte, un grand hall omnisports et le tout relié par des locaux d’enseignement et des bureaux. Une piste d’athlétisme et un stade de foot ont également vu le jour lors de la construction du complexe.

#### Extension de l'institut d’éducation physique parBruno Albert

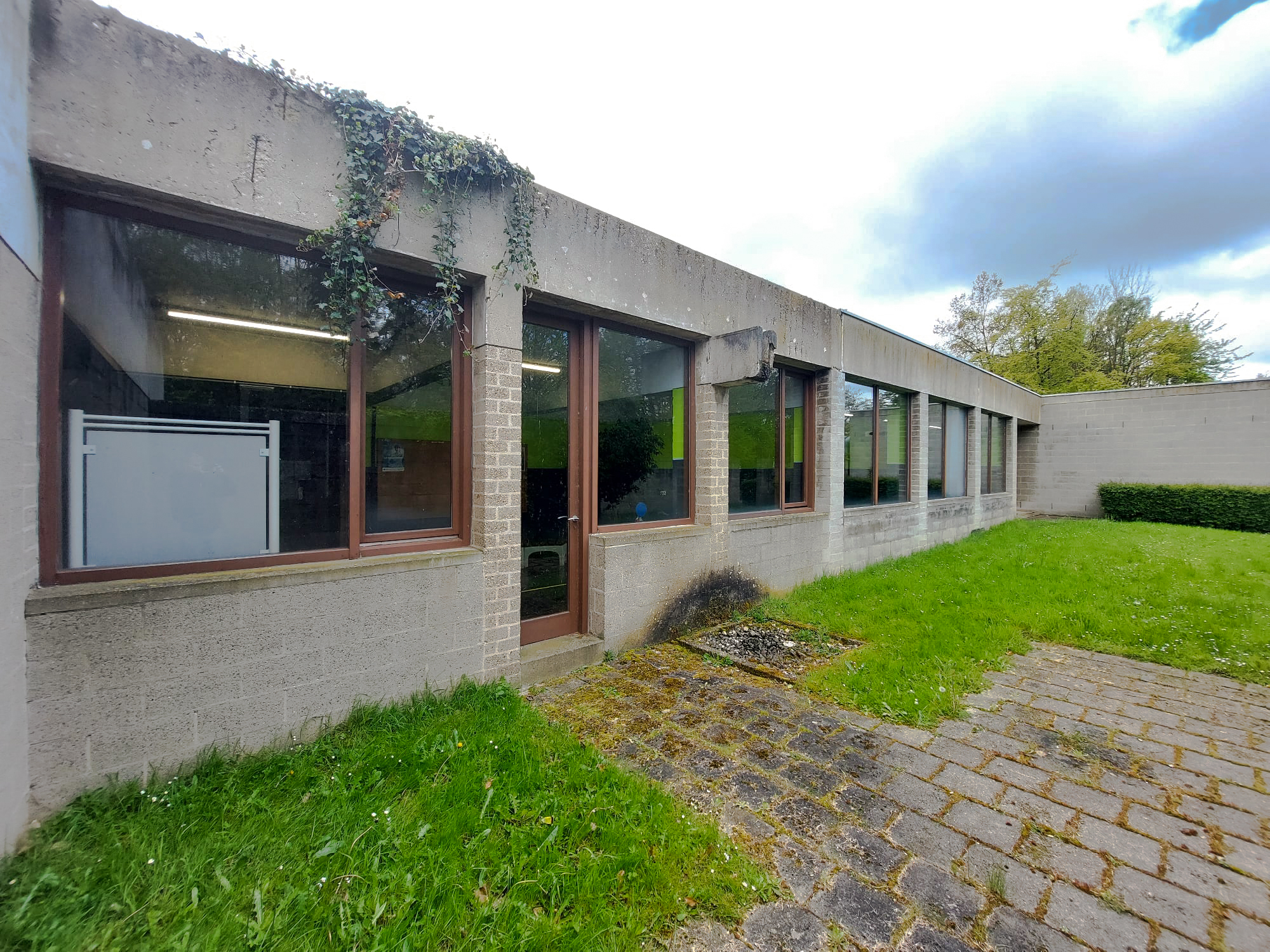
Rencontre entre la construction de Charles Vandenhove et l'extension de Bruno Albert

Bruno Albert sera l'architecte un charge de construire l’extension de l'institut d’éducation physique construite par Charles Vandenhove comprenant : l’accueil, des terrains de squash, des terrains de tennis, une cafétéria, des bureaux et un petit bâtiment le long de la piste d’athlétisme.
Cette extension a été bâtie entre 1978 et 1984 en collaboration avec le frère de Bruno Albert, José Albert ainsi qu’à l’aide du Bureau d’étude Greisch et Associés. Le bâtiment se greffe à l’institut d’éducation physique par l’utilisation de matériaux similaires à ceux déjà présent sur le site.

##### Hall de sport et hébergement du Blanc Gravier parBruno Albert

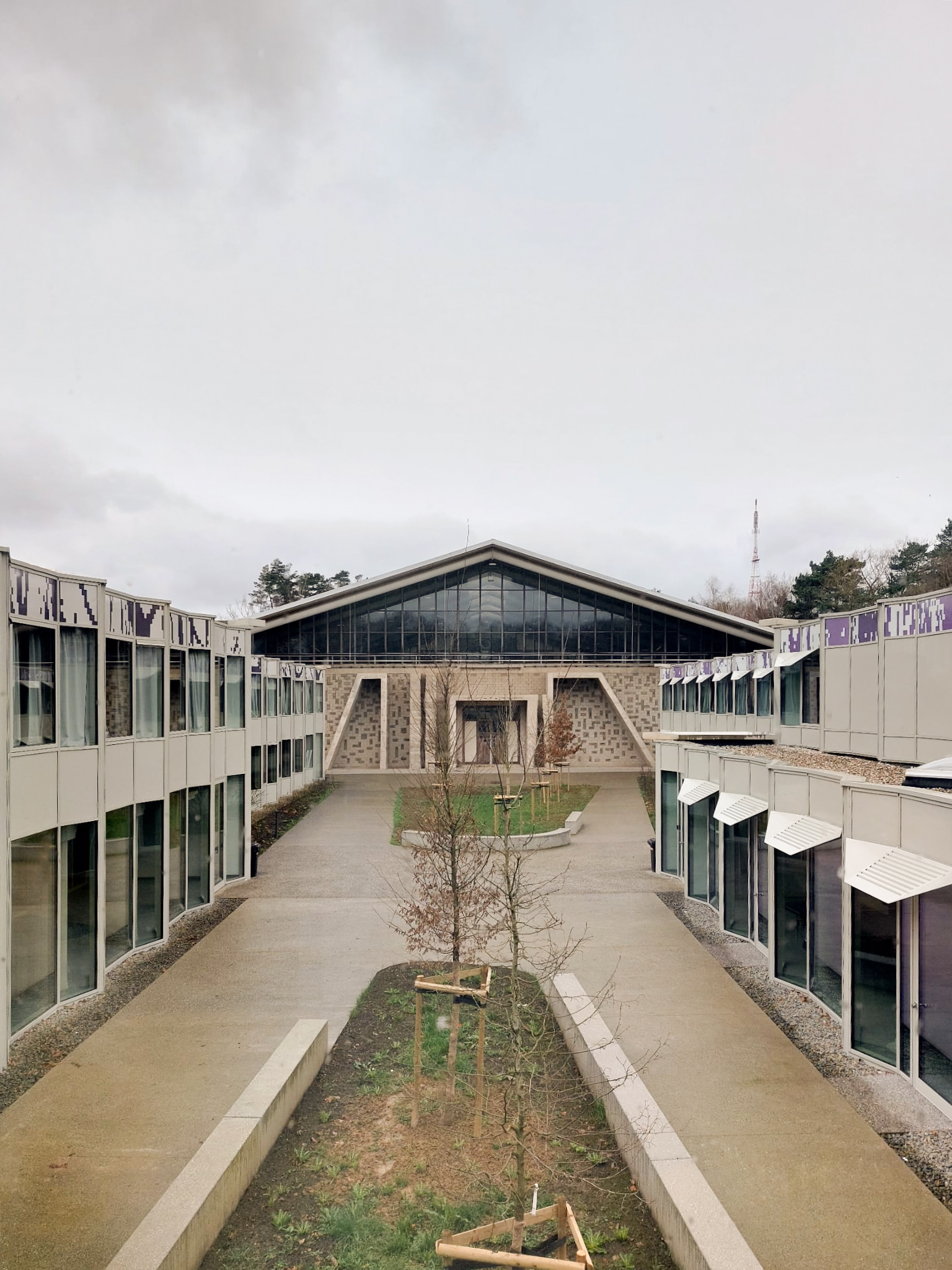
Vue de l'hébergement sur la hall sportif de Bruno Albert

Bruno Albert, dans sa lancée, a aussi construit un hall de sport et un hébergement pour athlètes implanté non loin de l’institut d’éducation physique entre 1982 et 1985 à l’aide de José Albert, Aloys Beguin, Benoît Laloux et René Greisch comme ingénieur. On retrouve ici un logement de 100 chambres ainsi que quelques salles de classes qui jouxtent le hall de sport accompagné des facilités essentielles dans un même style émanant du courant postmoderne.

## Architecture

### Institut d'éducation physique duSart TilmanparCharles Vandenhove
L'institut d'éducation physique par Charles Vandenhove, est une construction en béton apparent coulé sur place et de blocs de béton. Les toits en pente sont couverts de plaques ondulées en amiante grise, soutenues par une charpente de fermes en bois assemblées, libérant ainsi de vastes espaces pour les activités sportives. Les toits plats sont revêtus de gazon, abritant les espaces plus petits pour diverses utilisations et la circulation entre les cinq salles de sport.
Chaque salle de sport est conçue pour avoir deux façades dégagées de structures, favorisant l'entrée de lumière naturelle, de plus, une ouverture zénithale se trouve toujours du côté nord, sauf pour la piscine où elle est orientée vers le sud. Alors que les deux autres façades sont des pignons en béton qui malgré leur taille imposante laissent passer un soupçon de lumière latéralement grâce à deux ouvertures. Les locaux reliant les salles de sport présentent des façades en blocs de béton avec de nombreuses ouvertures surmontées de gargouilles pour l'évacuation de l'eau. Depuis les salles de sport, l'évacuation des eaux pluviales se fait directement dans des bacs à gravier depuis le toit, sans nécessiter de gouttières.
En ce qui concerne la lecture du plan, les cinq salles de sport sont clairement distinguées par leur taille et leur forme, tandis que les espaces de bureau et de circulation entre elles sont organisés de manière labyrinthique en raison du terrain vallonné, avec de nombreux changements de niveaux.

#### Extension de l'institut d’éducation physique parBruno Albert
L’extension de l’institut d’éducation physique proposée par Bruno Albert est une construction suivant une trame structurelle carrée de 3,2 m de côté, le tout reposant sur des pilastres en blocs de béton. Cette structure ordonne le plan et intègre un couloir de circulation dans son rythme. L'objectif est d'harmoniser le nouveau bâtiment avec l’existant, en s'adaptant au relief du site et en conservant les matériaux utilisés par Charles Vandenhove tels que les blocs de béton apparents, les pierres calcaires et les menuiseries en afzelia naturel, bien que leur apparence change. D’autres éléments évoluent simultanément, les gargouilles disparaissent tout comme le béton brut de décoffrage de Charles Vandenhove qui est remplacé par du béton préfabriqué et des prédalles dans la construction de Bruno Albert.

##### Hall de sport et hébergement du Blanc Gravier parBruno Albert
La construction du hall de sport et de l'hébergement du Blanc Gravier réalisée par Bruno Albert affirme un dialogue architectural cohérent avec le bâtiment de Charles Vandenhove. On retrouve un plan simple et symétrique exécuté grâce à un système de préfabrication et de standardisation mettant en avant la force de la répétition marquée par la colonnade créant trois cours intérieures de taille décroissante dont la disposition rappelle la structure d’un temple de l’Égypte antique,. Le hall de sport suit la même logique constructive pour les commodités, cependant la salle omnisports est revêtue d'une toiture supportée par une structure en acier.